# ماریو پنیا
ماریو پنیا (اسپانیایی: Mario Peña‎؛ زادهٔ ۷ سپتامبر ۱۹۴۰)  بازیکن بسکتبال اهل مکزیک بود. وی در بازی‌های المپیک تابستانی ۱۹۶۴ شرکت کرده‌است.